# Филип Карл фон Алвенслебен
Филип Карл фон Алвенслебен (на немски: Philipp Carl von Alvensleben; * 16 декември 1745, Хановер; † 21 октомври 1802, Берлин) е благородник от род „фон Алвенслебен“, дипломат и пруски държавен, военен и кабинет министър (1791 – 1802).

## Биография
Той е най-големият син на Гебхард Август фон Алвенслебен (1719 – 1779), хановерски таен съветник в Нойгатерслебен, и първата му съпруга му графиня Доротея Фридерика Агнес фон Харденберг (1721 – 1761), дъщеря на Филип Адам фон Харденберг (1695 – 1760) и Доротея Луиза фон Щайнберг (1695 – 1759). Внук е на хановерския министър Рудолф Антон фон Алвенслебен (1688 – 1737). Племенник е на Йохан Фридрих Карл фон Алвенслебен (1714 – 1795), министър на Хановер и Великобритания, от когото през 1796 г. наследява дворец Хундисбург в Халденслебен.
Баща му Гебхард Август фон Алвенслебен се жени втори път за Хелена София Вилхелмина фон Алвенслебен (* 1745).
Докато е на 13 години Филип Карл живее в Хановер. През 1758 г. фамилията се мести в имението Нойгатерслебен. През Седемгодишната война (1756 – 1763) той учи в Магдебург заедно с пруските принцове Фридрих Вилхелм II, по-късният крал, и брат му принц Хайнрих Пруски, с който става приятел. След това той следва до 1770 г. в Хале и започва работа като юридически референдар при камерния съд в Берлин. През 1774 г. напуска юридическата служба и става дворцов кавалер при принц Август Фердинанд Пруски и през 1775 г. става дипломат като пруски пратеник в Дрезден. През 1787 г. е на извънредна мисия в Хановер и в Париж. През 1788 г. е специален пратеник в Нидерландия, а през 1789 г. в Лондон. На 1 май 1791 г. крал Фридрих Вилхелм II го прави таен държавен, военен и кабинет-министър. След смъртта на Карл Вилхелм фон Финкенщайн той става през 1801 г. първият кабинетен министър.
Филип Карл фон Алвенслебен умира неженен и бездетен на 21 октомври 1802 г. в Берлин. Хундисбург отива на по-малкия му полубрат Георг (1767 – 1811).

## Произведение и награди
Филип Карл е много образован и има интереси за изкуството и науката. Пише за културната история на своето време, записките изчезват през 1945 г. Той съставя план за създаване на „организация за помагане на слугите“.
Филип Карл получава ордени, през 1785 г. става рицар на „Йоанитския орден“, от 1787 г. е почетен член на Берлинската академия на изкуството. През януари 1800 г. е издигнат на граф.